# ميلبروك (كورنوال)
ميلبروك (بالإنجليزية: Millbrook, Cornwall)‏ هي قرية وأبرشية مدنية تقع في المملكة المتحدة في كورنوال. يقدر عدد سكانها بـ 2,214 نسمة .

## أعلام
- ريج جنكينز